# Colbert (cruzador de 1928)
O Colbert foi um cruzador pesado operado pela Marinha Nacional Francesa e a segunda embarcação da Classe Suffren, depois do Suffren e seguido pelo Foch e Dupleix. Sua construção começou em junho de 1927 no Arsenal de Brest e foi lançado ao mar em abril do ano seguinte, sendo comissionado na frota francesa em abril de 1931. Era armado com uma bateria principal composta por oito canhões de 203 milímetros montados em quatro torres de artilharia duplas, tinha um deslocamento carregado de mais de treze mil toneladas e alcançava uma velocidade máxima de 32 nós.
O Colbert serviu no Mar Mediterrâneo em tempos de paz, realizando em 1936 algumas patrulhas no litoral espanhol durante a Guerra Civil Espanhola. A Segunda Guerra Mundial começou em 1939 e o navio primeiro caçou corsários alemães no Oceano Atlântico e então participou de um bombardeio contra o litoral italiano. A França foi derrotada no final junho de 1940 e ele permaneceu atracados em Toulon até novembro de 1942, quando foi deliberadamente afundado para não ser tomado pelos alemães. Seus destroços foram reflutuados depois da guerra e desmontados em 1947.